# عنصل برتقالي
العنصل البرتقالي (باللاتينية: Drimia aurantiaca) نوع نباتي ينتمي إلى جنس العنصل من الفصيلة الهليونية. كان يعرف سابقًا باسم (باللاتينية: Urginea aurantiaca).

## الموئل والانتشار
موطنه المغرب العربي.

## مرادفات
- (باللاتينية: Urginea aurantiaca H. Lindb.)
- (باللاتينية: Thuranthos aurantiacus (H. Lindb.) Speta)
- (باللاتينية: Urginea noctiflora subsp. aurantiaca (H. Lindb.) Maire)
- (باللاتينية: Urginea noctiflora var. aurantiaca (H. Lindb.) Maire)